# Mawe Sengge (Shichepa)
| Tibetische Bezeichnung                   |
| ---------------------------------------- |
| Wylie-Transliteration: smra ba'i seng ge |
| Andere Schreibweisen: Mawai Sengé        |
| Chinesische Bezeichnung                  |
| Vereinfacht: 玛维僧格                    |
| Pinyin:Mawei Sengge                      |

 Mawe Sengge (tib.: smra ba'i seng ge; geb. 1186; gest. 1247) war ein Geistlicher der Shiche-Schule (zhi byed pa)  des tibetischen Buddhismus.

## Leben
Er war ein Schüler von Naljor Sengge (rnal 'byor seng ge) und galt als Debattierkünstler. Im Alter von 22 Jahren wurde er Abt des Nyedo-Klosters.